# Hermenegildo Galeana, Durango
Hermenegildo Galeana är en ort i Mexiko.   Den ligger i kommunen Pánuco de Coronado och delstaten Durango, i den centrala delen av landet, 800 km nordväst om huvudstaden Mexico City. Hermenegildo Galeana ligger 1 996 meter över havet och antalet invånare är 230.
Terrängen runt Hermenegildo Galeana är kuperad åt nordost, men åt sydväst är den platt. Runt Hermenegildo Galeana är det glesbefolkat, med 9 invånare per kvadratkilometer. Närmaste större samhälle är Pánuco de Coronado, 8,3 km öster om Hermenegildo Galeana. Omgivningarna runt Hermenegildo Galeana är i huvudsak ett öppet busklandskap.